# 藤原邦直
藤原 邦直（ふじわら の くになお）は、平安時代前期の貴族。藤原北家、備前守・藤原大津の孫で、参議・藤原良縄の子。官位は従五位下・因幡守。

## 経歴
陽成朝の元慶3年（879年）式部大丞在職中に従五位下に叙爵する。光孝朝の仁和3年（887年）刑部大輔に任ぜられる。宇多朝の寛平4年（894年）には因幡守を務めていたが、官用物を横領したとの嫌疑を受け、玄蕃允・橘茂実の推問を受けた。

## 官歴
注記のないものは『日本三代実録』による。
- 元慶頃：正六位上。式部大丞
- 元慶3年（879年） 正月7日：従五位下
- 仁和3年（887年） 5月13日：刑部大輔
- 寛平4年（894年） 11月13日：見因幡守[1]